# وزارت کسب‌وکار، انرژی و استراتژی صنعتی
وزارت کسب‌وکار، انرژی و استراتژی صنعتی (انگلیسی: Department for Business, Energy and Industrial Strategy) یک وزارتخانه در کشور بریتانیا است.
این وزارتخانه در سال ۲۰۱۶ توسط ترزا می نخست‌وزیر بریتانیا تشکیل شده است.